# Zlatomir Zagorcsics
Zlatomir Zagorcsics (szerb nyelven: Златомир Загорчићm, bolgár nyelven: Златомир Загорчич) (Újvidék, 1971. június 15. –) szerb születésú bolgár válogatott labdarúgó, edző.
A válogatott tagjaként részt vett a 2004-es Európa-bajnokságon.

## Sikerei, díjai
- Litex Lovecs
  - Bolgár bajnok: 1997–98, 1998–99
  - Bolgár kupa: 2003–04